# Seria GP2 – Catalunya 2011
Runda GP2 na torze Catalunya – druga runda mistrzostw serii GP2 w sezonie 2011.

## Wyniki

### Główny wyścig

#### Wyścig
Źródło: Wyprzedź Mnie!
| P                 | + / –     | Nr | Kierowca            | Konstruktor             | Okr. | Czas / Strata | Komentarz |
| ----------------- | --------- | -- | ------------------- | ----------------------- | ---- | ------------- | --------- |
| 1                 | 2         | 3  | Charles Pic         | Barwa Addax Team        | 34   | 1h00m32,817   |           |
| 2                 | 1         | 4  | Giedo van der Garde | Barwa Addax Team        | 34   | +0:01,444     |           |
| 3                 | 1         | 9  | Sam Bird            | iSport International    | 34   | +0:02,773     |           |
| 4                 | 1         | 27 | Davide Valsecchi    | Team Air Asia           | 34   | +0:10,011     |           |
| 5                 | 2         | 10 | Marcus Ericsson     | iSport International    | 34   | +0:10,518     |           |
| 6                 | Bez zmian | 7  | Dani Clos           | Racing Engineering      | 34   | +0:16,534     |           |
| 7                 | 4         | 5  | Jules Bianchi       | Lotus ART               | 34   | +0:16,979     |           |
| 8                 | 18        | 1  | Fabio Leimer        | Rapax Team              | 34   | +0:16,979     |           |
| 9                 | 3         | 14 | Josef Král          | Arden International     | 34   | +0:21,726     |           |
| 10                | 2         | 21 | Stefano Coletti     | Trident Racing          | 34   | +0:24,492     |           |
| 11                | 4         | 8  | Álvaro Parente      | Racing Engineering      | 34   | +0:24,715     |           |
| 12                | 2         | 24 | Max Chilton         | Carlin                  | 34   | +0:25,349     |           |
| 13                | Bez zmian | 16 | Fairuz Fauzy        | Super Nova Racing       | 34   | +0:25,841     |           |
| 14                | 11        | 23 | Johnny Cecotto Jr.  | Ocean Racing Technology | 34   | +0:28,469     |           |
| 15                | 5         | 12 | Pål Varhaug         | DAMS                    | 34   | +0:35,890     |           |
| 16                | 7         | 25 | Michaił Aloszyn     | Carlin                  | 34   | +0:37,837     |           |
| 17                | 7         | 2  | Julián Leal         | Rapax Team              | 34   | +0:38,135     |           |
| 18                | 4         | 15 | Jolyon Palmer       | Arden International     | 34   | +0:38,723     |           |
| 19                | 2         | 19 | Kevin Ceccon        | Scuderia Coloni         | 34   | +0:39,033     |           |
| 20                | 2         | 20 | Rodolfo González    | Trident Racing          | 34   | +0:41,999     |           |
| 21                | 3         | 22 | Kevin Mirocha       | Ocean Racing Technology | 34   | +1 okr.       |           |
| Niesklasyfikowani |           |    |                     |                         |      |               |           |
|                   |           | 18 | Michael Herck       | Scuderia Coloni         | 21   |               |           |
|                   |           | 6  | Esteban Gutiérrez   | Lotus ART               | 21   |               |           |
|                   |           | 26 | Luiz Razia          | Team Air Asia           | 11   |               |           |
|                   |           | 17 | Luca Filippi        | Super Nova Racing       | 0    |               |           |
| Zdyskwalifikowani |           |    |                     |                         |      |               |           |
|                   |           | 11 | Romain Grosjean     | DAMS                    | 34   | 1h00m40,775   |           |
| P                 | + / –     | Nr | Kierowca            | Konstruktor             | Okr. | Czas / Strata | Komentarz |

#### Najszybsze okrążenie
| Nr | Kierowca            | Konstruktor      | Czas     | Okr. |
| -- | ------------------- | ---------------- | -------- | ---- |
| 4  | Giedo van der Garde | Barwa Addax Team | 1:33,959 | 6    |

### Sprint

#### Wyścig
Źródło: Wyprzedź Mnie!
| P                 | + / –     | Nr | Kierowca            | Konstruktor             | Okr. | Czas / Strata | Komentarz |
| ----------------- | --------- | -- | ------------------- | ----------------------- | ---- | ------------- | --------- |
| 1                 | Bez zmian | 1  | Fabio Leimer        | Rapax Team              | 26   | 45:26,885     |           |
| 2                 | 1         | 7  | Dani Clos           | Racing Engineering      | 26   | +0:10,190     |           |
| 3                 | 1         | 10 | Marcus Ericsson     | iSport International    | 26   | +0:20,711     |           |
| 4                 | 1         | 27 | Davide Valsecchi    | Team Air Asia           | 26   | +0:20,926     |           |
| 5                 | 1         | 9  | Sam Bird            | iSport International    | 26   | +0:27,339     |           |
| 6                 | 7         | 16 | Fairuz Fauzy        | Super Nova Racing       | 26   | +0:38,974     |           |
| 7                 | 4         | 8  | Álvaro Parente      | Racing Engineering      | 26   | +0:40,280     |           |
| 8                 | 7         | 12 | Pål Varhaug         | DAMS                    | 26   | +0:41,855     |           |
| 9                 | 17        | 11 | Romain Grosjean     | DAMS                    | 26   | +0:41,925     |           |
| 10                | 10        | 20 | Rodolfo González    | Trident Racing          | 26   | +0:51,503     |           |
| 11                | 1         | 24 | Max Chilton         | Carlin                  | 26   | +0:52,553     |           |
| 12                | 11        | 6  | Esteban Gutiérrez   | Lotus ART               | 26   | +1:02,219     |           |
| 13                | 1         | 23 | Johnny Cecotto Jr.  | Ocean Racing Technology | 26   | +1:03,298     |           |
| 14                | 3         | 2  | Julián Leal         | Rapax Team              | 26   | +1:03,416     |           |
| 15                | 4         | 19 | Kevin Ceccon        | Scuderia Coloni         | 26   | +1:03,604     |           |
| 16                | 5         | 22 | Kevin Mirocha       | Ocean Racing Technology | 26   | +1:04,895     |           |
| 17                | 1         | 15 | Jolyon Palmer       | Arden International     | 26   | +1:05,099     |           |
| 18                | 2         | 25 | Michaił Aloszyn     | Carlin                  | 26   | +1:19,938     |           |
| 19                | 11        | 3  | Charles Pic         | Barwa Addax Team        | 26   | +1:26,905     |           |
| 20                | 10        | 21 | Stefano Coletti     | Trident Racing          | 24   | +2 okr.       |           |
| 21                | 12        | 14 | Josef Král          | Arden International     | 24   | +2 okr.       |           |
| Niesklasyfikowani |           |    |                     |                         |      |               |           |
|                   |           | 26 | Luiz Razia          | Team Air Asia           | 22   |               |           |
|                   |           | 17 | Luca Filippi        | Super Nova Racing       | 21   |               |           |
|                   |           | 18 | Michael Herck       | Scuderia Coloni         | 12   |               |           |
|                   |           | 5  | Jules Bianchi       | Lotus ART               | 0    |               |           |
|                   |           | 4  | Giedo van der Garde | Barwa Addax Team        | 0    |               |           |
| P                 | + / –     | Nr | Kierowca            | Konstruktor             | Okr. | Czas / Strata | Komentarz |

#### Najszybsze okrążenie
| Nr | Kierowca    | Konstruktor      | Czas     | Okr. |
| -- | ----------- | ---------------- | -------- | ---- |
| 3  | Charles Pic | Barwa Addax Team | 1:33,725 | 21   |

#### Premia za najszybsze okrążenie w TOP 10
| Nr | Kierowca     | Konstruktor | Czas     | Okr. |
| -- | ------------ | ----------- | -------- | ---- |
| 1  | Fabio Leimer | Rapax Team  | 1:34,309 | 6    |

### Lista startowa
| Team                    | Nr | Kierowca            |
| ----------------------- | -- | ------------------- |
| Rapax Team              | 1  | Fabio Leimer        |
| Rapax Team              | 2  | Julián Leal         |
| Barwa Addax Team        | 3  | Charles Pic         |
| Barwa Addax Team        | 4  | Giedo van der Garde |
| Lotus ART               | 5  | Jules Bianchi       |
| Lotus ART               | 6  | Esteban Gutiérrez   |
| Racing Engineering      | 7  | Dani Clos           |
| Racing Engineering      | 8  | Álvaro Parente      |
| iSport International    | 9  | Sam Bird            |
| iSport International    | 10 | Marcus Ericsson     |
| DAMS                    | 11 | Romain Grosjean     |
| DAMS                    | 12 | Pål Varhaug         |
| Arden International     | 14 | Josef Král          |
| Arden International     | 15 | Jolyon Palmer       |
| Super Nova Racing       | 16 | Fairuz Fauzy        |
| Super Nova Racing       | 17 | Luca Filippi        |
| Scuderia Coloni         | 18 | Michael Herck       |
| Scuderia Coloni         | 19 | Kevin Ceccon        |
| Trident Racing          | 20 | Rodolfo González    |
| Trident Racing          | 21 | Stefano Coletti     |
| Ocean Racing Technology | 22 | Kevin Mirocha       |
| Ocean Racing Technology | 23 | Johnny Cecotto Jr.  |
| Carlin                  | 24 | Max Chilton         |
| Carlin                  | 25 | Michaił Aloszyn     |
| Team Air Asia           | 26 | Luiz Razia          |
| Team Air Asia           | 27 | Davide Valsecchi    |